# Sósvertike
Sósvertike é um município da Hungria, situado no condado de Baranya. Tem 6,6 km² de área e sua população em 2019 foi estimada em 148 habitantes.